# 格拉比夫卡 (卡盧什區)
48°54′1″N 24°23′11″E / 48.90028°N 24.38639°E
格拉比夫卡（烏克蘭語：Грабівка），是烏克蘭的村落，位於該國西部伊萬諾-弗蘭科夫斯克州，由卡盧什區負責管轄，始建於1366年，面積18.7平方公里，2001年人口1,019，人口密度每平方公里54.4人。